# Ciuciuieni
Ciuciuieni è un comune della Moldavia situato nel distretto di Sîngerei di 1.174 abitanti al censimento del 2004

## Località
Il comune è formato dall'insieme delle seguenti località (popolazione 2004):
- Ciuciuieni (947 abitanti)
- Brejeni (227 abitanti)